# The Order (Gruppe)
The Order, auch bekannt als Silent Brotherhood, war eine rassistische und neonazistische Organisation, die in den Vereinigten Staaten zwischen 1983 und 1984 aktiv war. Die Organisation, die der White-Supremacy-Bewegung nahestand und terroristisch agierte, ist vor allem wegen der Ermordung des Radiomoderators Alan Berg (1984) bekannt.

## Ideologie
Hauptziel von The Order war eine Revolution gegen die Regierung der Vereinigten Staaten, die nach Meinung der Gruppe von prominenten Juden unterwandert wäre. Diese Verschwörungstheorie wird als Zionist Occupied Government bezeichnet. Der Name stammt aus William Luther Pierces Roman The Turner Diaries, der die Grundlage einer Vielzahl weiterer White-Power-Gruppierungen bildete. Die Ziele von The Order umfassten außerdem die Gründung eines Freistaates im Nordwesten der Vereinigten Staaten (heute als „Northwest Territorial Imperative“ bezeichnet), aus dem alle Juden und Nicht-Weißen verbannt werden würden.

## Geschichte

### Anfänge
The Order wurde im September 1983 von Robert Jay Mathews auf dessen Farm in der Nähe von Metaline Falls gegründet. Die neun weiteren Gründungsmitglieder waren Randy Evans, Gary Yarborough, Bruce Pierce, Denver Parmenter, Frank Silva, Richard Scutari, David Eden Lane, Randy Duey und David Tate. Matthews war seit seiner Highschool-Zeit getaufter Mormone und gründete bereits zu dieser Zeit die „Sons of Liberty“, eine antikommunistische Miliz innerhalb der Survivalisten der Mormonenbewegung.

### Aktivitäten
Um ihre Ziele zu verwirklichen, begann The Order damit, eine Reihe brutaler Verbrechen zu begehen. Die erste Aktion war ein Raubüberfall auf einen Sexshop, der der Gruppe aber nur 400 US-Dollar einbrachte. Danach wurden die Aktionen jedoch effektiver. Die Organisation raubte einige Banken aus und verübte Bombenanschläge auf ein Theater und eine Synagoge. Außerdem agierte The Order als Fälscherring und raubte mehrere Geldtransporter aus, wobei der größte Coup die Erbeutung von 3,8 Millionen US-Dollar in Ukiah war. Bei diesem Überfall verloren die Täter allerdings eine zuvor legal erworbene Pistole, was ihre Identifizierung ermöglichte.
The Order verfasste Todeslisten mit ihren Feinden. Am 18. Juni 1984 wurde der jüdische liberale Radiomoderator Alan Berg von Bruce Pierce und anderen Mitgliedern von The Order getötet. Berg war der zweite Name auf der Todesliste.
Im Dezember 1984 stürmte die Polizei das Haus von Robert Jay Mathews auf Whidbey Island, der sich weigerte, sich zu ergeben. Beim folgenden Schusswechsel wurde Mathews erschossen und verbrannte in seinem Haus. Mathews wird seitdem von Teilen der White-Power-Bewegung als Held verehrt.

### Verurteilung
Zehn Mitglieder wurden wegen Verstoßes gegen den Racketeer Influenced and Corrupt Organizations Act (RICO) angeklagt und verurteilt. In einem weiteren Prozess wurden drei weitere Mitglieder verurteilt, gegen die Bürgerrechte von Alan Berg verstoßen zu haben. Tatsächlich wurde kein Mitglied wegen Mordes angeklagt. David Lane, der Fluchtwagenfahrer bei Bergs Ermordung, wurde zu insgesamt 190 Jahren Haft wegen Racketeering, Verschwörung und der Verletzung von Bergs Bürgerrechten verurteilt. Er starb 2007 im Gefängnis und gilt in der rechtsextremen Szene als Held, politischer Gefangener und Märtyrer. Bruce Pierce wurde zu 252 Jahren Haft wegen seiner Beteiligung an Bergs Ermordung verurteilt und starb am 16. August 2010 im Allenwood Federal Correctional Complex im Alter von 56 Jahren eines natürlichen Todes. 14 weitere Mitglieder wurden wegen Volksverhetzung („sedition“), Verschwörung und Verstößen gegen die Bürgerrechte angeklagt. 13 von ihnen wurden aus Mangel an Beweisen freigelassen.
Einem Bericht des National Public Radios zufolge werden einige Mitglieder von The Order unter den verschärften Sicherheitsbedingungen der Communication Management Unit inhaftiert.

## Theater/Film
Bergs Ermordung und der nachfolgende Prozess bildeten die Grundlage für die beiden Theaterstücke God’s Country (1988, Steven Dietz) und Talk Radio (1987, Eric Bogosian). Letzteres wurde 1988 von Oliver Stone verfilmt (Talk Radio). Weitere Verfilmungen waren Verraten (1988) von Constantin Costa-Gavras und The Order – Kameradschaft des Terrors mit William Baldwin und Peter Gallagher. Der Dokumentarfilm Blood in the face von 1991 gibt einen Einblick in die Gedankenwelt der rechtsradikalen amerikanischen Szene. 2024 erschien eine weitere Verfilmung namens The Order von Direktor Justin Kurzel, mit Jude Law als FBI-Agent und Nicholas Hoult als Robert Jay Mathew.